# Traktat pliuski
Traktat pliuski – zawarty na trzy lata traktat rozejmowy pomiędzy Carstwem Rosyjskim a Szwecją, podpisany nad rzeką Pliusa w okolicach Pskowa w 1583 roku.
Traktat był jednym z serii porozumień kończących wojnę o Dominium Maris Baltici, czyli panowanie nad ziemiami dawnego zakonu inflanckiego. Na mocy traktatu Rosja traciła większość Ingrii, razem z miastami Iwangorod, Kingisepp, Koporie oraz Korieła. Rosyjskie wybrzeże zostało ograniczone do wąskiego pasa ziemi u ujścia Newy.
Po przedłużeniu traktat przetrwał do 1590 roku, gdy wybuchły kolejne walki. Na mocy kolejnego traktatu, zawartego w Tiawzinie warunki rozejmu pliuskiego zostały anulowane.